# Agabus moestus
Agabus moestus là một loài bọ cánh cứng trong họ Bọ nước. Loài này được Curtis miêu tả khoa học năm 1835.